# Nola maia
Nola maia är en fjärilsart som beskrevs av William Schaus 1912. Nola maia ingår i släktet Nola och familjen trågspinnare. Inga underarter finns listade i Catalogue of Life.